# 에브라임 지파
에브라임 지파(공동번역성서, 개역개정), 또는 에프라임 지파(로마 가톨릭교회)(אֶפְרַיִם)는 고대 이스라엘 민족을 이루었던 열두 지파의 구성원이다. 야곱의 손자이자 요셉과 아스낫의 차남이자 므나쎄의 동생인 에브라임의 후손으로 전해진다.

## 성경
모세오경에서 에브라임 지파는 야곱의 손자이자 요셉과 아스낫의 차남이자 므나쎄의 동생인 에브라임의 후손으로 기록되어 있다. 다른 야곱의 아들들과 다르게 요셉은 두 아들이 모두 야곱의 아들로 입양되어 야곱의 축복을 받아 새로운 지파의 선조가 되었다.
여호수아기에서 여호수아의 지휘 아래 가나안을 점령한 뒤 가나안 땅을 상속받는 지파 중 하나로 등장한다. 이 정벌사건에 대해 여러 견해가 있는데, 성서학자 케네스 키친은 기원전 1200년으로 추정했고 기원전 1500년경으로 추정하는 견해도 있다. 그러나 대부분의 역사학자들은 여호수아의 지휘 아래 가나안을 정벌한 여호수아기의 사건이 실제로 일어난 적이 없다고 본다. 그보다 이스라엘 지파 대부분이 실제로는 가나안의 토착민이었다고 보는 것이 주류 의견이다.:4 다른 지파들과 다르게 에브라임 지파는 여호수아기 16장 초반부에 요셉 자손으로 므나쎄 지파와 함께 묶여 서술된다.
여호수아가 가나안 땅을 정복한 이후 기원전 1050년경에 이스라엘 왕국이 성립되거 전 까지 아셀 지파는 느슨한 이스라엘 부족 연맹의 일부로 묘사된다. 당시 이스라엘에는 중앙 정부가 존재하지 않았기 때문에 민족적인 위기가 닥치면 판관들이 나서서 민족을 이끌었다.
판관 중 한 명인 입다는 길르앗 사람들을 모아 암몬인과의 전쟁을 원조하지 않은 에브라임 지파 사람들을 공격해 무찌른다. 길르앗 군은 에브라임 지역의 요르단강 나루를 차지하고 에브라임 사람이 도망치다가 건네달라고 하면, 에브라임 사람이냐고 묻고 아니라고 하면 "쉽볼렛"이라고 말해 보라고 하고 그대로 발음하지 못하고 "십볼렛"이라고 하면 잡아서 요르단강 나루턱에서 죽였다. 이렇게 하여 그 때 죽은 에브라임 사람의 수는 42,000명이라고 기록되어 있다.
블레셋의 위협이 커지자 이스라엘 부족들은 강력한 중앙집권적 군주제를 형성하기로 결정했고, 에브라임 지파는 사울을 초대 왕으로 둔 새로운 왕국에 합류했다. 사울이 죽은 후에도, 유다 지파를 제외한 모든 지파들은 사울 가문에 충성을 다하여, 그의 아들 이스보셋을 왕으로 모셨다. 그러나 이스보셋이 죽은 뒤에는 에브라임 지파도 다른 이스라엘 지파들과 함께 유다 왕 다윗을 다시 왕국의 왕으로 삼았다. 그러나 이스라엘 왕국의 초대 왕들의 실존 여부에 대해서는 학계에서 여러 반대 의견이 있다.
기원전 930년경 다윗의 손자인 르호보암이 왕위에 오르자 가나안 북부의 지파들은 다윗 왕가에서 갈라져 북이스라엘 왕국을 형성했다. 에브라임 지파 역시 여기에 속했는데, 초대 왕 여로보암이 에브라임 지파 출신이었다. 여로보암의 후손이 왕위를 계속 잇지는 못했지만, 소선지서 등에서는 에브라임 지파를 유다 지파와 마찬가지로 북이스라엘 왕국을 나타내는 대명사로 종종 사용했다. 에브라임 지파는 기원전 723년경 신아시리아 제국에 의해 나라가 멸망하고 추방될 때까지 왕국의 일원으로 여겨졌다.

## 영역
여호수아기에서 여호수아에 의해 다른 이스라엘 지파들이 가나안의 영토를 분배받을 때, 에브라임 지파 역시 토지를 분배받았다. 에브라임 지파의 땅은 요르단강 서쪽의 중부지역에 있었는데, 동쪽으로는 요르단강을, 북쪽으로는 므나쎄 지파를, 남쪽으로는 베냐민 지파를, 서쪽으로는 단 지파를 접했다. 에브라임 지파의 땅에는 산간지역이 많이 있어 에브라임 산지라는 명칭이 붙여졌다. 후에 가나안 지역을 유대, 갈릴래아 등으로 더 큰 지명으로 부를 때 에브라임 지파는 사마리아라 불리는 지역의 일부가 되었다.
에브라임 산지의 존재로 에브라임 지파는 군사적, 지리적 이점을 얻었으며, 유다 왕국과 접하기도 하여 일종의 요충지적 성격을 띄었다. 세겜과 실로의 큰 두 도시가 에브라임 지파에 속하여 에브라임 지파는 북이스라엘 왕국에서 가장 중요한 지역 중 하나가 되었다. 소선지서에서 북이스라엘 왕국의 대명사로 에브라임이라는 이름을 사용한 것 역시 이러한 데에 일부 기인한다.
베델은 여호수아기에서는 베냐민 지파의 성읍으로 기술되어 있지만, 판관기 중 드보라 대의 기사에서는 에브라임 지파의 땅으로 서술된다. 통일 이스라엘 왕국이 분열된 뒤 이십여년 후에 아비얌 왕이 여로보암의 이스라엘 왕국을 공격해 베델, 여사나, 에브론과 그 주변 땅들을 합병한다.